# امانوئل لابوری
امانوئل لابوری (فرانسوی: Emmanuelle Laborit‎؛ زادهٔ ۱۸ اکتبر ۱۹۷۱) بازیگر اهل فرانسه است.
از فیلم‌ها یا برنامه‌های تلویزیونی که وی در آنها نقش داشته‌است می‌توان به ماریانا اوکریا و هوایی چنان پاک اشاره کرد.